# Shedeh

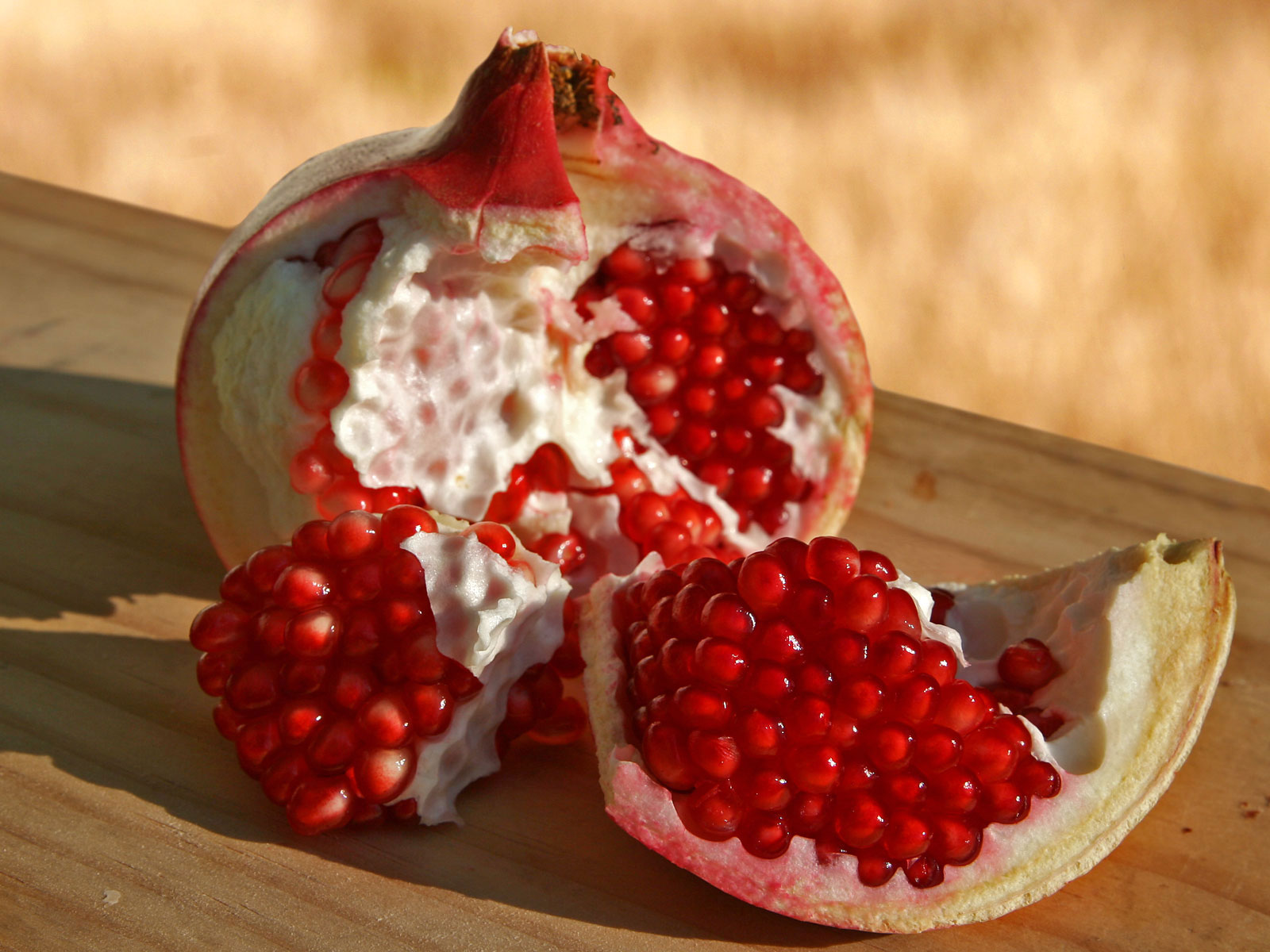
Magrana, possible ingredient principal del Shedeh

El Shedeh és una beguda que era molt apreciada a l'antic Egipte i que s'elaborava a partir de magranes (Punica granatum). Investigacions realitzades el 2006 mostren, però que podria haver-se elaborat igualment amb raïm. No han quedat proves clares dels usos aquesta beguda i algunes fonts escolàstiques mostren com es feia amb la polpa de la magrana mentre que d'altres esmenten el raïm com un dels seus ingredients. Investigacions realitzades sobre el contingut d'una àmfora (codi: JE 62315 del Museu d'Antiguitats Egípcies) de la tomba de Tutankamon mostren proves de l'ús de raïm vermell en la seva elaboració (a causa de la presència d'àcid siríngic). No obstant això l'origen botànic d'aquesta beguda continua sent incert, ja que no es conserva cap referència de la matèria primera de la qual es feia. Se sap que aquesta beguda està emparentada amb el vi.
Algunes referències documentades de l'antic Egipte mostren que la beguda denominada Shedeh era un regal de Ra, el Déu del sol als seus fills. És molt possible que se servís en les millors i més elegants copes o recipients. No només se'n desconeix l'autèntica composició sinó que també l'origen etimològic del nom que apareix a finals de la Dinastia XVIII (entre els anys 1550 i 1295 aC). Els especialistes la denominen "vi de magranes" o una espècie de proto-vi.
A causa de la transliteració d'alguns texts es pot saber que era utilitzat tant com una ofrena religiosa com per al ritu d'embalsamament.